# Eremophila conglomerata
Eremophila conglomerata är en flenörtsväxtart som beskrevs av Chinnock. Eremophila conglomerata ingår i släktet Eremophila och familjen flenörtsväxter. Inga underarter finns listade i Catalogue of Life.